# Jeannie Berlin
Jeannie Berlin (1 de noviembre de 1949) es una actriz y guionista estadounidense de cine, televisión y televisión, conocida por su papel en la película de 1972 The Heartbreak Kid, por la que recibió nominaciones al Premio de la Academia y al Globo de Oro. Más tarde, interpretó el papel principal en Sheila Levine Is Dead and Living in New York (1975). 
En la década del 2010, volvió a la pantalla en películas como Margaret (2011), Inherent Vice (2014), Cafe Society (2016) y The Fabelmans (2022), así como en la miniserie The Night Of (2016)y en Succession (2019-2023). En 2018, escribió y dirigió el cortometraje 'The Boor'. 

## Filmografía
| Año  | Película                                     | Papel                           | Notas                                 |
| ---- | -------------------------------------------- | ------------------------------- | ------------------------------------- |
| 1969 | In Name Only (película de televisión)        | Heather                         |                                       |
| 1970 | Getting Straight                             | Judy Kramer                     |                                       |
| 1970 | The Strawberry Statement                     | Chica con portapapeles          |                                       |
| 1970 | On a clear day you can see forever           | Chica en orfanato (sin crédito) |                                       |
| 1970 | Move                                         | Myrna (sin crédito)             |                                       |
| 1970 | The Baby Maker                               | Charlotte                       |                                       |
| 1971 | Portnoy's Complaint                          | Bubbles Girardi                 |                                       |
| 1971 | Two on a Bench (película de televisión)      | Harriet                         |                                       |
| 1972 | Bone                                         | La chica                        |                                       |
| 1972 | The Heartbreak Kid                           | Lila Kolodny                    | Nominada a los Oscars y Globos de Oro |
| 1973 | Why                                          | The Junkie                      |                                       |
| 1975 | Sheila Levine is Dead and Living in New York | Sheila Levine                   |                                       |
| 1990 | In the Spirit                                | Crystal                         | También participó como guionista      |
| 2011 | Margaret                                     | Emily                           |                                       |
| 2013 | Vijay and I                                  | Mrs. Korokowski                 |                                       |
| 2014 | Inherent Vice                                | Aunt Reed                       |                                       |
| 2016 | Cafe Society                                 | Rose                            |                                       |
| 2020 | Faraway Eyes                                 | Goldie                          |                                       |
| 2022 | The Fabelmans                                | Hadassah Fabelman               |                                       |
| 2023 | You hurt my feelings                         | Georgia                         |                                       |

| Año  | Serie        | Papel                                       |
| ---- | ------------ | ------------------------------------------- |
| 1976 | Columbo      | Janie Brandt (1 episodio)                   |
| 2003 | Miss Match   | Risa Barbeko (1 episodio)                   |
| 2016 | The Night Of | District Attorney Helen Weiss (7 episodios) |
| 2018 | The First    | The President (3 episodios)                 |
| 2019 | SMILF        | Lillian Wheaton                             |
| 2019 | Succession   | Cyd Peach                                   |
| 2020 | Hunters      | Ruth Heidelbaum                             |

## Premios y distinciones
Premios Óscar
| Año  | Categoría               | Película          | Resultado |
| ---- | ----------------------- | ----------------- | --------- |
| 1973 | Mejor Actriz de Reparto | El rompecorazones | Nominada  |